# Minia
La Minia (en russe : Миня) est une rivière de Russie qui coule dans l'oblast d'Irkoutsk, en Sibérie orientale. C'est un affluent de la rivière Kirenga en rive droite, donc un sous-affluent de la Léna.

## Géographie
Le bassin versant de la Minia a une superficie de 4 800 km2 (surface de taille équivalente au département français de Tarn-et-Garonne ou encore un peu inférieure à la superficie du canton suisse de Valais).
Son débit moyen à l'embouchure est de 113 m3/s.  
La Minia prend naissance au nord de la Bouriatie, sur le rebord nord-ouest des monts Baïkal. Cette région constitue la charnière entre le nord des monts Baïkal et la partie occidentale des monts Stanovoï. Les sources de la Minia se situent à une trentaine de kilomètres au nord-ouest de la ville de Nijneangarsk, elle-même située à l'extrémité nord du lac Baikal. 
Après sa naissance, la Minia coule en direction du nord d'abord, puis de l'ouest et après un parcours de 140 kilomètres dans une région montagneuse, elle se jette dans la Kirenga au niveau de la petite localité de Yermaki.

## Hydrométrie - Les débits mensuels à Minia
La Minia est un impressionnant torrent de montagne, très abondant. Son débit a été observé pendant 35 ans (de 1956 à 1990) à Minia, petite localité située au niveau de son embouchure dans la Kirenga, à une altitude de 326 mètres. 
Le débit inter annuel moyen ou module observé à Minia sur cette période était de 113 m3/s pour une surface étudiée de 4 800 km2, c'est-à-dire la totalité du bassin versant de la rivière.
La lame d'eau écoulée dans ce bassin versant se monte ainsi à 514 millimètres par an, ce qui doit être considéré comme très élevé, et résulte de l'abondance des précipitations arrosant son bassin. 
Rivière alimentée en grande partie par la fonte des neiges, mais aussi par les pluies d'été et d'automne, la Minia est un cours d'eau de régime nivo-pluvial. 
Les hautes eaux se déroulent au printemps et au début de l'été, de mai à juillet, avec un sommet important en juin, ce qui correspond au dégel et à la fonte des neiges, surtout celles des hauts sommets du bassin. En juillet puis en août, le débit chute fortement, et cette baisse se poursuit tout au long du reste de l'été. En octobre puis en novembre, le débit chute à nouveau, ce qui constitue le début de la période des basses eaux. Celle-ci a lieu de novembre à avril inclus, et correspond aux gelées intenses qui s'abattent sur toute la Sibérie, et qui sont particulièrement dures dans ces régions montagneuses. 
Le débit moyen mensuel observé en mars (minimum d'étiage) est de 16,3 m3/s, soit moins de 3 % du débit moyen du mois de juin (548 m3/s), ce qui signe des variations saisonnières d'amplitude très importante.
Sur la durée d'observation de 35 ans, le débit mensuel minimal a été de 9,30 m3/s en février 1967, tandis que le débit mensuel maximal s'élevait à 850 m3/s en juin 1980.
En ce qui concerne la période estivale, libre de glaces (de juin à septembre inclus), le débit mensuel minimal observé a été de 46,5 m3/s en septembre 1984, ce qui restait assez appréciable par rapport au débit moyen. 